# 주 (행정 구역)

주(州) 또는 속주(屬州)는 지방 행정 구역의 일종이다.

## 동양

### 유래
동양에서 주는 전설적으로 하의 우왕(禹王)이 전국에 설치했다는 9개의 주에서 유래했다.
《서경》에 따르면, 그 9개 주는 익주(冀州)・연주(兗州)・청주(青州)・서주(徐州)・예주(豫州)・형주(荊州)・양주(揚州)・옹주(雍州)・양주(梁州)이다. 단 《주례》 등의 기록에 따라 다른 이름이 전한다.

### 중국
확실한 것은 주나라 때에 전국의 2500여개의 마을을 州라고 부른데서 유래한다고 한다.
후한 시대에 군현제에 따른 전국의 행정체계를 주, 군, 현의 3단계로 나누면서 전국을 13주로 나눠 자사(刺史)를 파견했다. 위진 남북조시대를 거쳐 주의 수가 증가해 수나라 시대에 전국의 주가 241개에 이르렀고 규모도 군과 별 차이가 없었기 때문에 수양제는 군을 폐지하고 주와 현의 2로만 운용했다. 당나라시대에 주 위에 도가 설치되어 다시 3급제로 이루어졌다. 977년에 북송 태조는 주를 중앙직할로 운용하게 했다. 당대에 주는 300곳, 북송시대에 250개였다. 명대에 200곳까지 줄었다가 청나라 말에 226주가 있었다. 주 제도는 중화인민공화국의 성립 후 폐지되었고 이후 광저우, 항저우 등, 도시 이름에 들어가는 명칭으로 남아 있고 몇 소수민족 자치체에 "자치주"라는 명칭이 들어 있기는 하다. 당초에 지금의 성 정도의 위상을 지니고 있던 주는, 굳이 현행 중국의 행정법에 따르면, 지급시 등의 지급행정구 정도의 위치에 속한다.

### 한국
한국에서 주는 249년 신라가 첨해 이사금대에 사벌국을 정벌해 그 고지에 사벌주를 설치한 데서 기인한다. 백제와 고구려는 주를 설치한 기사는 없지만, 같은 성질의 행정체제로 각각 5방(方), 5부제가 있었다. 이시기의 주는 행정구역이라기보다는 동로마 제국의 군관구제(軍管區制, Thema)와 같은 성질의 것으로 지방군단인 정(停)과 일체(一體)였다. 초기에 주는 사벌주 한 곳이었고, 전국적인 주의 설치는 이루어지지 않아 나머지는 군과 현만 있었던 듯하다. 505년에 실직주의 설치를 시작으로 주의 증치가 이루어지기 시작해 실직주가. 비열홀주, 달홀주, 등으로 이름을 바꿔가며 동해안 일대를 떠돌다가 최종적으로 하슬라에 정착해 하서주가 되었고, 한강 유역에서 백제가 고구려로부터 탈환한 영역을 신라가 탈취해 설치한 신주(新州)도 북한산주, 남천주 등으로 계속 한강 일대를 떠돌다 최종적으로 한산주가 되었다. 그외 창녕 일대에 있던 완산주(完山州:통일후의 완산주와는 다른 곳이다.)는 백제군의 침공으로 압량까지 쫓겨났다가 통일후 합천에 정착해 대야주가 된 뒤 통일후 강주가 되었고 최초의 주인 사벌주도 일시 김천으로 이전해 감문주, 다시 구미의 일선주를 거쳐 통일후 도로 상주로 이전해 상주(尙州)가 되기도 하는 등 통일시기까지 증치와 이전이 거듭되었다.신라는 통일 전인 544년에서 685년까지 중앙인 서라벌에 대당(大幢)과 별도로 전국의 6주정을 두었는데 사벌주에 상주정(上州停), 한산주에 신주정(新州停,또는 南川停), 비열홀 주가 이동해 온 춘천의 우수정(牛首停), 실직주의 실직정(悉直停 또는 河西停), 창녕 완산주의 하주정(下州停)이 그것이었다.
신라가 고구려와 백제를 멸하고 당나라를 쫓아내 삼국통일을 완수한 뒤에 다시 주의 정비및 증치가 이루어졌고 이 무렵부터 주와 정(停)은 분리되어 주는 군(郡)을 통할하는 지금의 도(道)와 같은 광역행정구역이 되었다.
이후에 익히 알려진 신라의 9주 5소경체제가 이루어졌고 선덕왕 대에 준주(準州)성격의 패강진이 평양에 설치되기도 해 사실상 10주체제가 이루어졌다. 주의 성격이 변하자 장관도 군사령관인 군주(軍主)에서 661년 문무왕 1년에 총관(摠管), 785년 원성왕 1년에 도독(都督)으로 바뀌어갔다. 도독은 급찬(級飡:9관위)에서 이찬(伊飡:2관위)사이의 중앙정부관리가 파견되었고 밑에 주조(州助) ·주보(州補)나 장사(長史) 또는 사마(司馬)등의 관리를 부리면서 행정권, 사법권, 징병권 등을 왕에게서 위임받아 강력한 권력을 휘둘렀고 하서군왕 김주원과 같이 지방호족세력 형성에 중요한 역할을 하기도 했다.
신라 하대에서 후삼국 시기에 신라의 행정체제가 붕괴되면서 주 체제는 혼란스러워졌다. 후백제의 경우는 견훤의 왕자들이 후백제 영역의 주 도독으로 임명되어 파견되는 등 신라의 9주 체제를 자국 영역내의 4~5개 주들에 대해 유지한 듯 한데 고려의 경우는 지배하에 들어오거나 통일전쟁 중에 협력한 호족이나 지방의 급을 높여줘 주가 증치되었고 이에 신라시대의 광역행정구역으로서의 주의 성격은 유명무실해졌다. 가령 지금의 안동시 풍산읍과 풍천면은 원래 하지현(下枝縣)=>영안현(永安縣)에서 일거에 순주(順州)로 승격되었다가 다시 풍산현(豊山縣)으로 강등 당하기도 했다.
고려의 후삼국 통일 후에도 지방은 지역호족들에 의해 지방자치제가 유지되어 중앙은 과세(課稅) 외에 달리 지배력을 행사할 수 없어서 지방에 난립해 있는 주들의 정리조차 이루지지 못했다. 중앙정부가 다시 지방행정체제를 정비한 것은 지방의 12개 도시를 주로 설정하고 이에 목사를 파견하는 것으로 출장소 격인 12목을 설치하면서 지방행정의 중심으로 삼으면서부터로 이로부터 주는 이전과 같은 광역행정구역이 아니라 웬만한 중대형도시에 설치된 행정구역 명칭이 되었고 장관도 목사(牧使)로 바뀌었다.
고려 초기의 12목은 양주(楊州)·광주(廣州)·충주(忠州)·청주(淸州)·공주(公州)·진주(晋州)·상주(尙州)·전주(全州)·나주(羅州)·승주(昇州)·해주(海州)·황주(黃州)이고 그외에 128개 주가 있었지만 이후 대부분 군이나 현으로 격하되었고 살아남은 주나 군으로 격하된 58개 지역에 지사(知事)가 파견되었다. 1018년에 목은 일시 8개로 감소하기도 했다. 조선시대에는 20개의 목이 설정되고 나머지 주에서 군, 현으로 떨어진 지역중 여전히 지명에 州라는 명칭이 들어간 지역은 일괄 이름을 山이나 川으로 개명하라는 칙령이 내려저 이전에 주였던 지역들의 이름이 바뀌었다. 가령 인천광역시는 인주(仁州)군이었다가 지금의 이름인 인천군(仁川郡)으로 개명하기도 했다.
조선시대에 경기도에 여주 ·파주 ·양주의 3목, 충청도에 충추 ·청주 ·공주 ·홍주의 4목, 경상도에 상주 ·진주 ·성주의 3목, 전라도에 나주 ·제주 ·광주 ·능주(綾州:화순군 능주면)의 4목, 황해도에 황주 ·해주의 2목, 함경도에 길주, 평안도에 안주 ·정주의 2목 등을 두었다. 1895년의 갑오개혁시 전국의 주,군,현을 일괄 군郡으로 일원화하는 조치가 있은 뒤 주와 목은 군으로 모두 강등되었고 이후 중국과 마찬가지로 지명으로서만 남게 되었다.

### 일본
헤이안 시대이래 지방행정단위인 구니(国)를 한두개씩 묶어 당나라식으로 별칭처럼 한자씩 딴 뒤 주자를 붙여서 O州라고 불렀다. 그래서 州자가 国자와 동훈이자가 되기도 했다. OO주라고 부를 경우 가령 지금의 도쿄도인 무사시국(武蔵国)은 武자를 따서 신라의 무진주처럼 부슈(武州)라고 부르기도 하고 엣추국(越中国), 에치고국(越後国), 에치젠국 (越前国) 세나라를 묶어 엣슈(越州)라고 부르기도 했다. 규슈(九州)라는 이름도 이 지역의 9개 나라에서 유래했다.
메이지 유신 때 주도적인 역할을 했던 야마구치 현의 죠슈 번(長州藩)의 이름도 그 지역의 나가토국(長門国)을 초슈(長州)라고 부른 데서 비롯되었다.

## 서양
미국 등의 서양국가의 상급 행정단위의 명칭을 번역하는 과정에서 '州'로 번역한 데에서 시작된 것으로, 동양의 주(州)와는 직접적인 연관이 없다.

### 유래
서양의 주는 로마제국의 속주(屬州,라틴어: Provincia)에서 기원했다. 로마공화국이 이탈리아를 통일한 뒤 반도 밖의 지역을 지배하면서 속주를 설치해 공화국이 제국으로 이행하기까지 갈리아와 히스파이나. 아프리카와 그리스 등지에 대략 18개 정도의 속주를 설치했다. 이시기까지 설치된 속주를 원로원 속주라 하여 원로원의 관할하에 있었고 제정시대 이후에 설치된 속주는 황제속주라 하여 황제 직할에 들어갔다. 속주의 총독은 원로원 의원중에 법무관이나 전직 집정관이 1년을 임기로 파견되었고 속주의 지배를 의해 속주법(屬州法:lex provinciae)이 만들어졌다. 속주민은 총독의 재임기간동안에는 총독을 고소할 수 없지만 임기가 끝나면 재임기간의 잘못등으로 고소할 권리가 있었다. 제국의 말기에는 국방상의 이유로 속주의 분할 난립이 이루어져 그 수가 급증했다.

### 현재
서양의 주는 미국,독일, 스위스와 같이 연방제 하에서 연방의 탈퇴나 기타 외교권 등은 금지되어 있지만 그외에 준 국가로서의 위치와 권리를 지닌다.
- 미국의 주(state)-미국은 독립당시 동부의 13주를 시작으로 현재 50개의 주가 미 합중국을 이룬다. 미국의 주는 주지사를 정점으로 연방정부와 같은 정부체제를 유지하고 심지어 주 방위군이라는 제한적인 군사권도 가지고 있다. 중국의 설치된 특별행정구와의 차이는 중국의 특별행정구는 군사는 중국의 방위군을 쓰는 사실상 속령국가 취급을 받는 다면 미국의 주는 사실상 미합중국의 대통령에 외교를 대신 맡기는 걸 제외하면 아예 별개의 국가라고 봐도 무방하다.

- 독일의 주(Land)-독일은 란트(Land)라고 불리는 16개의 연방주가 있는데 독일제국시대의 소국들이 1차 대전 이후 통폐합해 생겨난 것들로 그중에 고대 왕국에서 시작된 바이에른주나 한자동맹 소속 시였던 브레멘주등은 역사가 깊은 지역들이다. 과거 서독에 속했던 11개의 구 연방주와 구 동독소속의 5개의 신 연방 주로 구분된다.

- 스위스의 주(Kanton)-스위스의 칸톤[1]은 20개의 (온존한)주와 6개의 반주(半州)로 이루어져 있다. 반주는 본디 하나의 주, 또는 소국(小國)이었으나 종교, 정치적인 입장차로 갈라진 주들을 말하는데 바젤슈타트주와 바젤란트주가 대표적이다. 반주제는 현재 폐지되어서 각기 독립된 칸톤으로 간주된다. 1978년에는 베른주의 북부가 분리독립해 쥐라주가 되었다. 1648년에 오스트리아에서 독립한 이후 1848년에 현재의 헬베티아 연방 공화국이 성립되기 전까지 스위스는 소국들의 느슨한 국가 연맹체였다. 각 소국들은 연방이 성립된 이후 주(州)로 전환 된 후에도 외교권과 군사권을 제외하고 완전한 독립을 누리면서 고유의 정치체제와 법체제를 가지고 있었다. 심지어 1999년의 국민투표로 가결된 개정된 연방 헌법의 내용 중에는 각 칸톤이 외국과 직접 협정을 체결하거나 국제 교섭에 참여하는 등 외교권까지 인정받게 되었다. 최근까지 8개의 주에서 란트슈게마인데(Landsgemeinde)라는 직접 민주주의가 이루어졌지만 지금은 두개주에서만 직접민주제가 행해지고 있다. 칸톤 밑에는 코뮨이 있으며, 그 구조는 주마다 다르다. 또 국민은 코뮨의 여러 결정에 참가할 의무가 있다. 스위스의 정치제도는 코뮨 및 칸톤의 자치를 첫째로 하고 그 위에 연방이 결성되어 있으므로 ‘밑에서 위로’의 조직인 셈이다.

- 프랑스, 이탈리아- 이탈리아와 프랑스는 공통적으로 region또는 regione으로 부르는데 이는 로마제국의 초대황제인 아우구스투스가 로마제국의 본토인 이탈리아 반도지역의 행정구역을 구획한데서 기인한다. 이 시기에 정해진 이탈리아의 주 행정구획은 현재 이탈리아의 행정체제의 기반이 되었다. 여담으로 아우구스투스 황제는 로마시의 구(區)체제도 만들었는데 그 구의 이름마저도 region이었다.

- 캐나다- 캐나다의 주는 로마제국처럼 프로빈스(province)라고 부르는 10개의 주州와 아직 공식주로 인정받지 못한 3개의 준주(準州, territory)가 있다. 이는 모두 미국의 연방제에서 따온 것이다. 준주는 다른 주와는 달리 연방정부의 관할하에 있어서 중앙 정부에 의해 임명, 파견된 관료와 자체적으로 선출된 평의회가 협력하여 통치한다. 여타 정규 주의 운용은 영국 국왕에 의해 임명된 캐나다 총독이 임명, 파견된 부총독이 명목상으로 파견되고 주 지사를 주 총리로 부르는 것등을 빼고는 미국의 주들과 하등 다를 것이 없으며 각 주의 이해조정이 중앙정부의 중요 정치 현안이 되기도 한다. 그 중 퀘벡주는 영국계가 대부분인 여타 주들과는 달리 주민들이 프랑스 인이 주를 이루어서 분리독립이 기도되고 있다.

## 같이 보기
- 목 (행정 구역)
- 성 (행정 구역)
- 도 (행정 구역)
  - 일본의 도주제 논의
- 현 (행정 구역)
- 신라의 행정 구역
- 고려의 행정 구역
- 조선의 행정 구역
- 속주
  - 로마 속주
- 준주
- 미국의 주정부